# Spinal Tap: The Final Tour
Pour plus de détails, voir Fiche technique et Distribution.
Spinal Tap: The Final Tour est un téléfilm de comédie américain réalisé par Rob Reiner et sorti en 1998. Il met en scène le groupe de musique fictif Spinal Tap.

## Synopsis
le groupe Spinal Tap font une tournée de leur concert.

## Fiche technique
- Titre original : Spinal Tap: The Final Tour
- Réalisation : Rob Reiner
- Scénario : Rob Reiner, Harry Shearer et Christopher Guest
- Photographie : Peter Smokler
- Montage :
- Musique :
- Costumes :
- Décors :
- Producteur : Karen Murphy et Rob Reiner
- Sociétés de production : Embassy Pictures
- Sociétés de distribution : Criterion Film Corp. et The Criterion Collection
- Pays d'origine :  États-Unis
- Langue originale : anglais
- Format : couleur
- Genre : Comédie
- Durée : 20 minutes
- Dates de sortie : 
  - États-Unis : 1er avril 1998

## Distribution
- Christopher Guest : Nigel Tufnel
- Michael McKean : David St. Hubbins
- Rob Reiner : Marty DiBergi